# مكسرات
المكسّرات هي ثمار أو بذور جافة صالحة للأكل وعادة ما تحتوي على نسبة عالية من الدهون. يتم تطبيق مصطلح المكسرات على العديد من البذور غير المكسرات النباتية. تسمى أي حبات زيتية كبيرة موجودة داخل القشرة وتستخدم في الطعام باسم المكسرات. تعتبر المكسرات مصدرًا مهمًا للعناصر الغذائية لكل من البشر والحيوانات البرية. لأن المكسرات بشكل عام تحتوي على نسبة عالية من الزيت، فهي مصدر غذائي وطاقة عالي القيمة. والمكسرات صالحة للأكل من قبل البشر وتستخدم في الطهي، تؤكل نيئة، أو محمصة كوجبات خفيفة، أو يتم ضغطها من أجل الزيت المستخدم في الطبخ ومستحضرات التجميل. تعتبر المكسرات المستخدمة في الطعام، من أكثر مسببات الحساسية الغذائية شيوعًا. والمكسرات النيئة المختلطة، تباع كوجبات خفيفة.

## التعريف العلمي
رتبة البلوطيات:
- الفصيلة البلوطية
  - الكستناء (Castanea)
  - الزان (Fagus)
  - السنديان (Quercus)
  - Lithocarpus, Tanoak (Lithocarpus)
- الفصيلة القضبانية
  - جار الماء (Alnus)
  - البندق Filbert (Corylus)
  - [Hornbeam

## التعريف الغذائي والاستعمالات
بعض الفواكه والبذور التي تعتبر مكسرات من الناحية الغذائية وليس من الناحية العلمية:
- اللوز والجوز
- جوز برازيلي
- ألوريتس
- الكاجو
- جوز الهند
- قندلي
- المكاداميا
- شجرة المال
- فول سوداني
- صنوبر
- الفستق
- البندق

## أنواع المكسرات
المكسرات مليئة بالفوائد، تناول أنواع مختلفة من المكسرات طريقة ممتازة للحفاظ على الصحة. وقد تم ربط بعض المكسرات مثل اللوز والجوز والمكاديميا بصحة القلب والأوعية الدموية الجيدة، والمساعدة في تعزيز جهاز المناعة لديك. وهذه بعض أنواع المكسرات:
| أنواع المكسرات      | أنواع المكسرات                                             | أنواع المكسرات | أنواع المكسرات | أنواع المكسرات |
| الاسم               | الصورة                                                     | المنشأ | التفاصيل | المنتج |
| ------------------- | ---------------------------------------------------------- | --- | --- | --- |
| اللوز               | Almonds in shell, shell cracked open, shelled and blanched | الجزء الغربي المعتدل من الهند وإيران ومنها انتقل إلى اليونان وشمال افريقيا في عصور ما قبل التاريخ ومن ثم انتشرت زراعته في انكلترا وفلسطين وايطاليا واسبانيا وايران ومراكش والبرتغال. كما أن تركيا والولايات المتحدة الأمريكية         | شجرة صغيرة نفضية ارتفاعها عادة حوالي 3-4 أمتار. تتميز شجرة اللوز بأزهارها الجميلة ذات اللون القرنفلي الرائع، وتظهر هذه الأزهار وتتفتح في أوائل الربيع وقبل ظهور الأوراق بوقت طويل، وحينما يتم لقاح هذه الأزهار فإن كل واحدة منها تتحول إلى ثمرة تنمو داخل قشرة ناعمة ورقيقة وعندما تنضج الثمرة الداخلية التي هي حبة اللوز المقصودة هنا فإن القشرة تتحول إلى غلاف جاف خشبي الشكل | بلغ الإنتاج العالمي من اللوز غير المقشر في عام 2019 حوالي 3.5 مليون طن، وكانت أكبر الدول المنتجة هي الولايات المتحدة وإسبانيا وإيران وتركيا والمغرب.   |
| جوز برازيلي         | Brazil nut fruit containing nuts                           | موطنه أمريكا الجنوبية الاستوائية حيث يتم جمع المكسرات من أشجار الغابات التي تنمو في البرية. | الجوزعبارة عن بذور ذات قشرة صلبة محمولة في كبسولة خشبية صلبة. | في عام 2019، بلغ الإنتاج العالمي من الجوز البرازيلي حوالي78000 طن، تم حصاد معظمها من غابات الأمازون المطيرة في البرازيل وبوليفيا.                      |
| كاجو                | Ripe cashew fruits                                         | تنشأ في شمال شرق البرازيل وعلى نطاق واسع في المناطق الاستوائية. | الثمرة عبارة عن نبتة ذات قشرة سميكة حاملة للبذور تُحمل على قمة ساق سمين يُعرف باسم تفاحة الكاجو. | لغ الإنتاج العالمي في عام 2019 من الكاجو المغطى بالقشور حوالي 4 ملايين طن، وكانت والهند من الدول المنتجة الرئيسية.                                     |
| الكستناء            | Chestnuts in spiny fruit                                   | أصلها يعود إلى المناطق المعتدلة في نصف الكرة الشمالي، وكان في وقت من الأوقات محصولًا أساسيًا في بعض المناطق | تغلف ثمار الكستناء الحصان قشور خضراء تحتوي على أشواك، أما لب الثمرة فهو يحتوي عادةً على بذرة تشبه المكسرات، وهذه البذرة هي الجزء الأساسي الذي يتم استخدامه لاستخراج مواد قد يكون لها العديد من الفوائد العلاجية. | بلغ الإنتاج العالمي في عام 2019 حوالي 2.4 مليون طن، وكانت الدول المنتجة الرئيسية هي الصين وتركيا وكوريا الجنوبية والبرتغال وإيطاليا واليونان وإسبانيا. |
| بندق                | Whole hazelnuts and kernels                                | يعود إلى أصلها للمناطق المعتدلة في نصف الكرة الشمالي. | شجرة البندق ليست من الأشجار القصيرة حيث يزيد ارتفاعها عن ٢٠-٤٠ قدم. وشجرة البندق تتميز باوراق دائرية الشكل وذات اطراف مدببة ويغطيها شعر خفيف على الجانبين. وشجرة البندق أحادية الجنس أي تنمو الاعضاء الذكورية والإناث على نفس الشجرة، وتتميز أزهار الذكور باللون الأصفر بينما أزهار الإناث فيكون لونها أحمر.                                                                    | يتم إنتاج ٧٤٨ طن مربع من البندق سنويًا، وتحتل تركيا ٧٥% من إجمالي الإنتاج السنوي في العالم وبالتالي تصبح أولى الدول في إنتاجه.                          |
| المكداميا أو الجندل | Whole macadamia nut and roasted kernel                     | أحد أنواع المكسرات التي تعد الطعام الأساسي لسكان أستراليا وهاواي. تنمو هذه المكاديميا خضراء على أشجار المكاديميا والتي لا تنمو إلى في ظروف خاصة في تربة بركانية كما في البرازيل واندونيسيا واستراليا وكينيا ونيوزيلاندا وجنوب أفريقيا | شجرة المكاديميا من الأشجار المعمرة والتي يصل طولها إلى 15 متر والتي تثمر عندما يكون عمرها 7 سنوات وجدير بالكذر أن هناك 7 أنواع من المكاديميا ولكن نوعين فقط هما القابلين للأكل وهما ما يتم زراعتهما حول العالم في الدول التي ذكرناها من قبل. | بلغ إجمالي الإنتاج العالمي في عام 2018 حوالي 200000 طن، كانت جنوب إفريقيا أكبر منتج لها، تليها أستراليا وكينيا.                                        |
| الفول السوداني      | Peanuts in shell, shell cracked open, shelled, peeled      | تنشأ في أمريكا الجنوبية وربما كانت في الزراعة منذ 10000 عام. تنمو على نطاق واسع في المناطق الاستوائية. | الفول السوداني هي ثمار نبات عشبي من فصيلة الفول (البقلية) والثمرة مميزة جدا، لأنها تنمو وتنشج تحت الأرض. والنبات ينمو أساسا في البلاد الحارة. | بلغ الإنتاج العالمي في عام 2019 49 مليون طن، والصين هي أكبر دولة منتجة، تليها الهند ونيجيريا والسودان والولايات المتحدة.                               |
| البقان              | Whole pecans and kernels                                   | موطنها الأصلي جنوب الولايات المتحدة وشمال المكسيك. | شجر أمريكيّ وجوزه هو جوز البقان، هو نبات ينتمي إلى الجوزيات | يتم حصاد ما بين مليونين وثلاثة ملايين طن سنويًا؛ في الولايات المتحدة، يتم إنتاج معظم البقان في جورجيا ونيو مكسيكو وتكساس.                               |
| الصنوبر             | Unshelled and shelled Korean pine nuts                     | تنشأ في نصف الكرة الشمالي | تستخرج البذور من المخاريط الخشبية. | في عام 2017، بلغ الإنتاج العالمي 23600 طن، كانت الدول المنتجة الرئيسية هي كوريا الجنوبية وروسيا والصين وباكستان وأفغانستان.                            |
| فستق                | Pistacho shell with the seed visible                       | موطنها آسيا الوسطى، حيث إنها شجرة صحراوية. | الثمرة عبارة عن نبتة تحتوي على بذرة واحدة ممدودة في قشرة صلبة بلون الكريم تنقسم فجأة عندما تنضج. | بلغ إجمالي الإنتاج العالمي في عام 2019 حوالي 0.9 مليون طن، كانت الدول المنتجة الرئيسية إيران والولايات المتحدة، مع كميات أقل تأتي من الصين وتركيا.     |
| جوز                 | Whole walnuts and kernel                                   | تنشأ في إيران وآسيا الوسطى، وتنشأ في شرق الولايات المتحدة. | تكون ثمار الجوز (عين الجمل) مستديرة، ولها بذرة واحدة اللوزيات تأتي من شجرة الجوز. تغطى ثمرة الجوز بقشرة خضراء سميكة تشبه الجلد. | في عام 2019، بلغ الإنتاج العالمي من قشور الجوز 4.5 مليون طن، يزرع بشكل أساسي في الصين، مع دول منتجة بارزة أخرى مثل الولايات المتحدة وإيران.            |

## فوائد المكسرات
المكسرات تلعب دورا هاما في الحد من أخطار أمراض القلب حيث تخفض معدل الإصابة بأكثر من النصف للناس الذين يستهلكون المكسرات بانتظام كما أن إضافة الجوز (عين الجمل) أو الفول السوداني للغذاء يخفض معدل الكولسترول الضار (LDL) وبالتالى معدل الكولسترول بشكل عام، وذلك خلال شهر من تناوله يوميا بنسب معتدلة. كما أن دهون اللوز تحتوي على نسبة جيدة من الفيتامينات المهمة للجسم، الذائبة في هذه الدهون مثل فيتامينD وفيتامين E وهذه الفيتامينات تحد من تأكسد بعض المكونات الأساسية في الخلية (أي مضادة للأكسدة) ومما لاشك فيه أن مضادات الأكسدة تتصف بأنها مرتبطة بالوقاية من السرطان حيث أنها تخلص الجسم من المواد المؤكسدة التي قد تضره وتسبب نشاطاً لبعض الخلايا السرطانية لذلك فاستهلاك كميات مناسبة من «اللوز» بمقدار الكف الواحد (50جراماً تقريباً يومياً) يساهم في حماية الإنسان. وانخفاض معدلات أمراض القلب في الأشخاص الذين يتناولون الفول السوداني يرجع بصورة رئيسية إلى فيتامين (E) المتوافر فيه. تحتوي المكسرات على نسبة جيدة من الألياف الغذائية قد تصل إلى أكثر من 3% كما في الكاجو والبندق لذلك فإن لها تأثيراً جيداً على الصحة لأن الألياف الغذائية ترتبط بالحد من مشاكل القولون وخفض الكولسترول والدهون الثلاثية. تبين التحاليل الكيميائية للمكسرات احتوائها على البوتاسيوم والذي يعتبر عنصراً مهما جداً لنشاط العضلات خاصة عضلة القلب يحميها ويقويها. كما تحتوى على الفوسفور المفيد للمخ والعظام، فالبندق مثلاً عنصر غذائي هام لتنشيط العمل الوظيفي للمخ. يحتوي الجوز على كمية كبيرة من الفوسفور تعادل الكميات الموجودة في الكبدة والبيض والسمك. ويساهم اللوز في الحد من الإصابة بارتفاع الضغط لاحتوائه على المغنيسيوم الذي يساعد في توسيع الأوعية الدموية وكذلك في الحد من حدوث تشنجات في العضلات. كما يوجد في المكسرات بعض العناصر الغذائية الأساسية مثل الحديد والكالسيوم بدرجات جيدة، فاللوز مثلاً كل 100 جرام منه تحتوي على أكثر من 250 ملجراماً من الكالسيوم، وهي نسبة جيدة للمحافظة على سلامة العظام عند البالغين وكبار السن ومهمة للأطفال والحوامل لأنها تعطيهم كمية مناسبة من هذين العنصرين اللذين يسببان مشاكل عندما ينخفضان في الدم مثل قصر القامة وهشاشة العظام وفقر الدم. لذلك فإدخال كميات مناسبة من المكسرات في غذاء الأطفال والحوامل أمر مطلوب ومفيد للحد من العديد من المشاكل. وتساعد المكسرات على تعزيز الصحة الجنسية حيث يساعد الجوز في تحسين الخصوبة لدى الرجال حيث أن تناوله يوميًا يعزز جودة الحيوانات المنوية، بما في ذلك حركتها وحيويتها. ويعود ذلك للعناصر الغذائية الهامة الموجودة به، والتي تشمل مضادات الأكسدة والأوميغا3 حد ومجموعة فيتامينات ب (Vitamin B complex). وتساهم المكسرات في التخلص من الأرق فعند تناول المكسرات يتم الحصول على مركب الميلاتونين خاصةً من الجوز، وهو مركب مسؤول عن نقل الرسائل المتعلقة بدورة الظلام والضوء إلى الجسم. يقوم الجسم بتكوين الميلاتونين بصورة طبيعية، لكن مع تناول المكسرات وخاصة الجوز ترتفع مستوياته بصورة كبيرة مما يحفز على النوم.

## أضرار للمكسرات

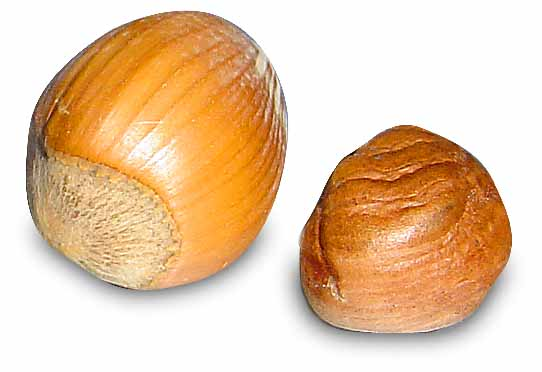
البندق

يجب عدم الإكثار من المكسرات لأنها تحتوي على نسبة كبيرة من الدهون والتي تزيد من السعرات الحرارية (كل 100 جرام من المكسرات تعطي سعرات حرارية بين 520 – 630 سعراً حرارياً) وبالتالي يؤدي استهلاك كمية كبيرة منها للسمنة وزيادة الوزن فينصح بتناول 50 جراماً يومياً فقط. وجد الباحثون أن الحساسية قد أصبحت أكثر شيوعا بين الأطفال نتيجة تناول الفول السوداني وتضاعفت خلال الأعوام الخمسة الماضية. وتوصلت دراستهم إلى أن طفلاً واحداً من بين مائة طفل لديه حساسية من الفول السوداني. كما أن المكسرات سريعة التلوث بالأعفان إذا خزنت في ظروف سيئة من ارتفاع درجة الحرارة والرطوبة وسيئة التهوية. وهذه الأعفان (الفطريات) تفرز سموم غاية في الخطورة على صحة الانسان لذا يجب أن نتناول المكسرات الطازجة أو المخزنة بطرق سليمة ولا يوجد عليها أي ظاهرة من ظواهر التلف والتعفن. ينصح مريض الأمعاء المضطربة ومريض حالة فشل النخاع (نقص كرات الدم البيضاء) بتجنب المكسرات. ويجب على مريض الفشل الكلوي المزمن ومريض حصوات الكلى أو من لديهم استعداد لتكوين حصوات الإقلال عن تناول المكسرات. وكثرة تناول المكسرات يجعل الإنسان يشعربالغازات أو الضيق أو الانتفاخ. وقد يحصل على زيادة الوزن عند الإفراط في تناول المكسرات بشكل مستمر، نظرًا لأنها تحتوي على نسبة عالية جدًا من السعرات الحرارية. والتعرض لحساسية غذائية تجاه المكسرات وقد يصاب الإنسان بالإسهال، بسبب وجود نسبة عالية من الدهون الصحية

### حساسية المكسرات
هي ردة فعل للجهاز المناعي لدى المصاب بالحساسية من المكسرات ومن أبرز أنواع الحساسية التي تسبب الحساسية هي البندق، الجوز، اللوز، الكاجو، الفستق، الكستناء، والمصابين بحساسية المكسرات من المهم أن يبتعدوا عن تناولها، أو تناول أي من الأطعمة التي تحتويها، تفادياً لمضاعفاتها الخطيرة. وأهم أعراض حساسية المكسرات: الحكة أو العطس هي أول أعراض الحساسية والطفح الجلدي والوخز والحكة في الفم والشفتين والتورم في الوجه والشعور بالغثيان والتقيؤ وتقلصات في البطن واضطرابات في الإخراج وتكرار حدوث الإسهال. وبروز العينين وسيلان الأنف. وقد يصاب بأعراض شديدة مثل: ضيق شديد في التنفس وتورم حول الحلق واحمرار الجلد وتسارع ضربات القلب وانخفاض ضغط الدم والإغماء أو الانهيار البدني. ولتفادي هذي الحساسية يجب على المصاب أن يتجنب المكسرات بأنواعها وتجنب أي من منتجات ومستخلصات المكسرات وتجنب الأطعمة التي يدخل في تصنيعها المكسرات والمتابعة مع الطبيب المختص بشكل دوري وقراءة البطاقة الغذائية على المنتجات الجاهزة وحمل الأدوية المخصصة لعلاج نوبات الحساسية في كل مكان.

### الفوائد غير نشطة
صَرَّحَ خبير تغذية روسي يُدعى أرتيوم ليونوف قائِلاً «إن المكسرات تحتوي على مواد تكبح نشاط الإنزيمات، وان جميع المواد المفيدة فيها تكون غير نشطة لأنها تَتَضمَّن مواد حافظة طبيعية وبالتالي فهي لا تمد الجسم بالفائدة، لكن الماء يحيد هذه المواد الحافظة الطبيعية، ولذَلك فعند تنقيع المكسرات بالماء لمدة 6-8 ساعات قبل تناولها ستتحول جميع المواد المغذية فيها إلى الحالة النشطة وسيستفاد منها الجسم ويمكن حينها الحصول على قوة الطبيعة المخزنة فيها».

## جدول السعرات الحرارية في المكسرات
المكسرات هي مصدر الطاقة والمغذيات للنبات الجديد. تحتوي على كمية كبيرة نسبيًا من السعرات الحرارية والدهون الأساسية غير المشبعة وغير المشبعة الأحادية بما في ذلك حمض اللينوليك وحمض اللينولينيك والفيتامينات والأحماض الأمينية الأساسية. تعد العديد من المكسرات مصادر جيدة لفيتامين E وفيتامين B2 وحمض الفوليك والألياف والمعادن الأساسية، مثل المغنيسيوم والفوسفور والبوتاسيوم والنحاس والسيلينيوم.
فيما يلي بعض المعلومات الغذائية عن أنواع المكسرات الشائعة. جميع مقاييس السعرات الحرارية والدهون لكمية تبلغ 1 أونصة، أي 28.4 غرامًا (غم) من المكسرات غير المملحة 
| نوع المكسرات                      | سعرات حرارية | الدهون الكُلية |
| --------------------------------- | ------------ | ------------- |
| اللوز، المحمص الجاف               | 170          | 14.9 غم       |
| اللوز الخام                       | 164          | 14.2 ملغم     |
| المكسرات البرازيلية الخام         | 187          | 19 غم         |
| الكاجو المحمص الجاف               | 163          | 13.1غم        |
| الكستناء المحمص                   | 70           | 0.6 غم        |
| البندق (بندق فلبرت)، المحمص الجاف | 183          | 17.7 غم       |
| البندق (بندق فلبرت)، الخام        | 178          | 17.2 غم       |
| جوز المكاداميا، المحمص الجاف      | 204          | 21.6 غم       |
| جوز المكاداميا، الخام             | 204          | 21.5 غم       |
| الفستق، المحمص الجاف              | 166          | 14.1 غم       |
| جوز البقان، المحمص الجاف          | 201          | 21.1 غم       |
| الفستق، المحمص الجاف              | 162          | 13 غم         |
| الجوز، مقطع لنصفين                | 185          | 18.5 غم       |

## أنواع المكسرات

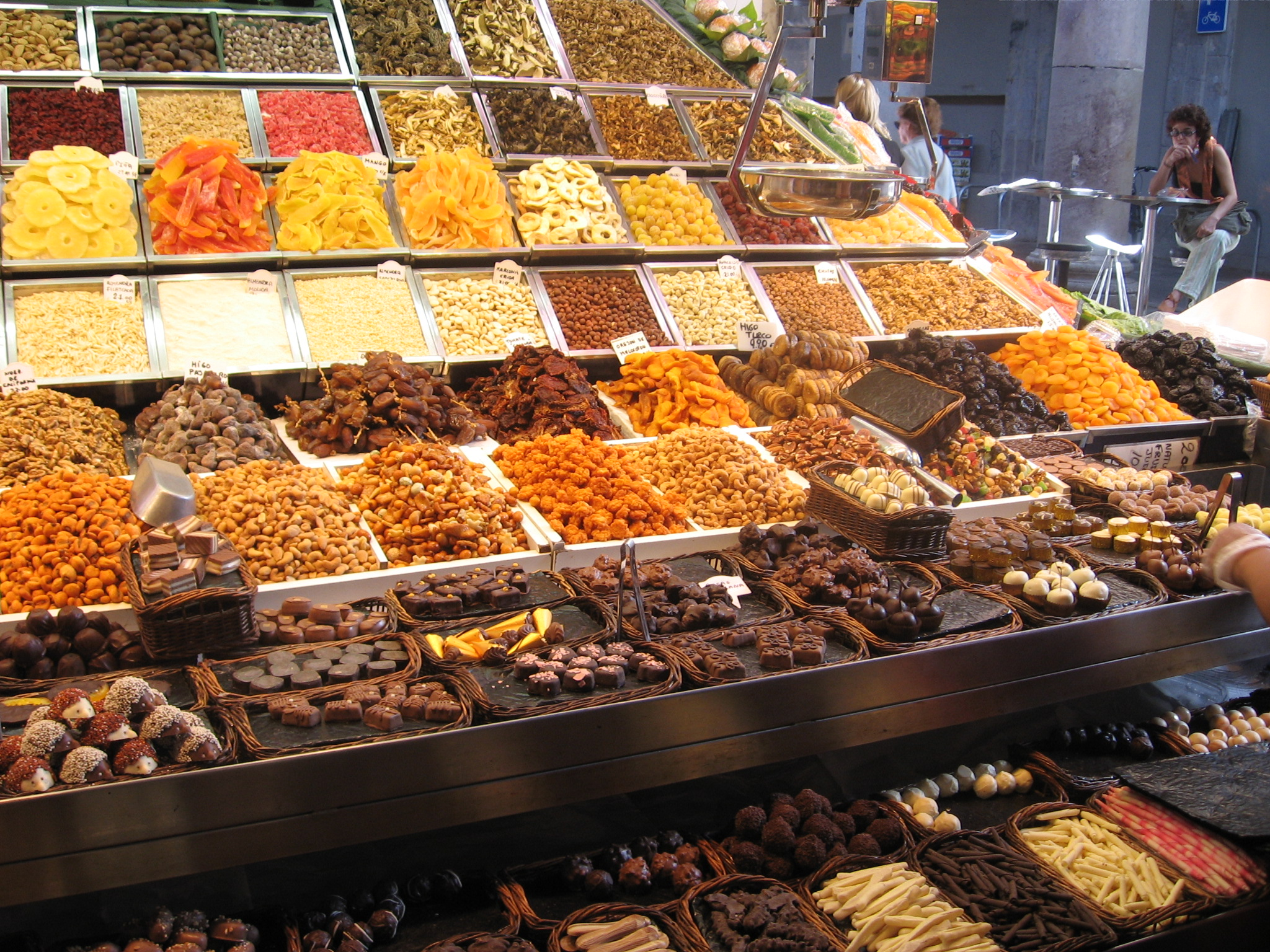
مكسرات تباع في الأسواق

في القرن الحادي والعشرين، شكلت بعض عشرات المكسرات معظم الإنتاج العالمي، كما هو موضح في الجدول أدناه بالنسبة للمكسرات التجارية الرئيسية.